# In the Kelvinator Kitchen
In the Kelvinator Kitchen era un programa de televisión estadounidense, emitido por la cadena NBC desde 1947 hasta 1948. Se trataba de un programa de cocina auspiciado por Kelvinator, y los aparatos utilizados en el programa provenían de dicha marca comercial. Alma Kitchell era la presentadora de este programa de corta vida, que duraba 15 minutos por episodio.

## Estado de los episodios
No se conocen posibles grabaciones del programa.